# Hospital das Clínicas da Faculdade de Medicina da Universidade de São Paulo
Hospital das Clínicas da Faculdade de Medicina da Universidade de São Paulo (HCFMUSP) é um complexo hospitalar localizado na cidade de São Paulo, nos bairros de Cerqueira César e Pacaembu, e uma autarquia do governo do estado de São Paulo, vinculada à Secretaria de Estado da Saúde para fins de coordenação administrativa, associado à Faculdade de Medicina (FM) da Universidade de São Paulo (USP) para fins de ensino, pesquisa e prestação de ações e serviços de saúde destinados à comunidade.
Na área assistencial, atua por meio de ações de promoção da saúde, prevenção das doenças, atenção médico-hospitalar no nível terciário de complexidade e reabilitação de sequelas após o tratamento das doenças. Na área acadêmica, desenvolve cursos de graduação e pós-graduação senso lato e senso estrito. Na área de pesquisa, atua em todos os ramos das ciências da saúde, por meio de seus 62 Laboratórios de Investigação Médica.
Desde sua inauguração, em 19 de abril de 1944, o Complexo Hospital das Clínicas da FMUSP é considerado um dos mais importantes polos brasileiros de disseminação de informações técnico-científicas, sendo um Centro de excelência e referência no campo de ensino, pesquisa e assistência. Com área construída de cerca de 380 mil metros quadrados conta com dois mil leitos e 15 mil profissionais nas mais diversas profissões. É formado por sete institutos, dois hospitais auxiliares, laboratórios de investigação médica, unidades especializadas e demais áreas de apoio como o Prédio da Administração e Anexos, o Centro de Convenções Rebouças e a Escola de Educação Permanente.
A obra foi reiniciada em 10 de outubro de 1938 com a cerimônia de lançamento da pedra fundamental por Adhemar Pereira de Barros, que veio a ser homenageado com a inauguração do Instituto Central. Atualmente, é considerado o maior complexo hospitalar da América Latina e uma das melhores instituições médicas latino-americanas, sendo considerada a melhor unidade pública do Brasil, segundo a Newsweek, e uma das melhores do mundo.

## Estrutura
O HCFMUSP é formado, atualmente, por sete institutos especializados, correspondentes aos departamentos congêneres da Faculdade de Medicina.

### Institutos

#### Instituto Central (ICHC)

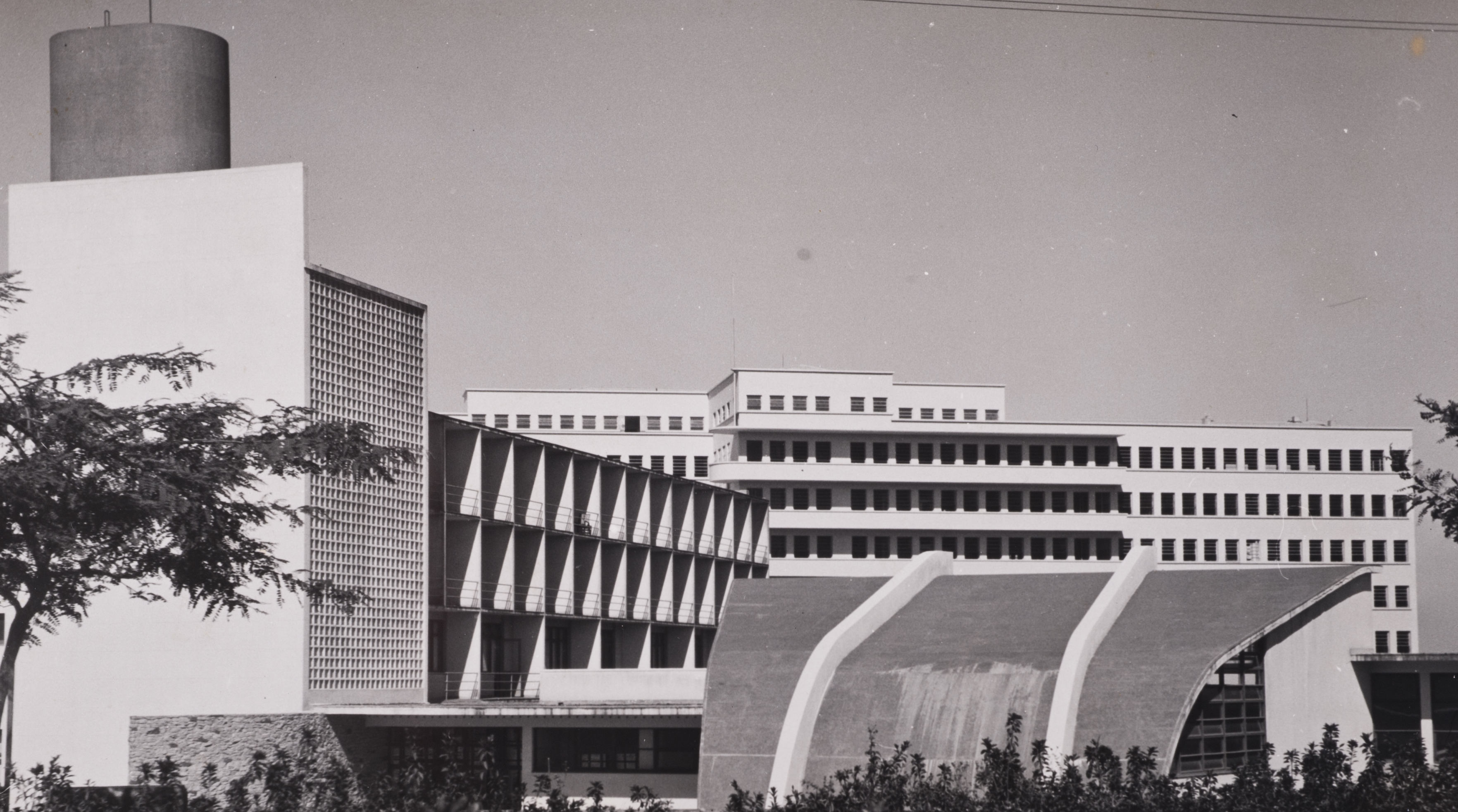
Hospital das Clínicas em seus primeiros anos

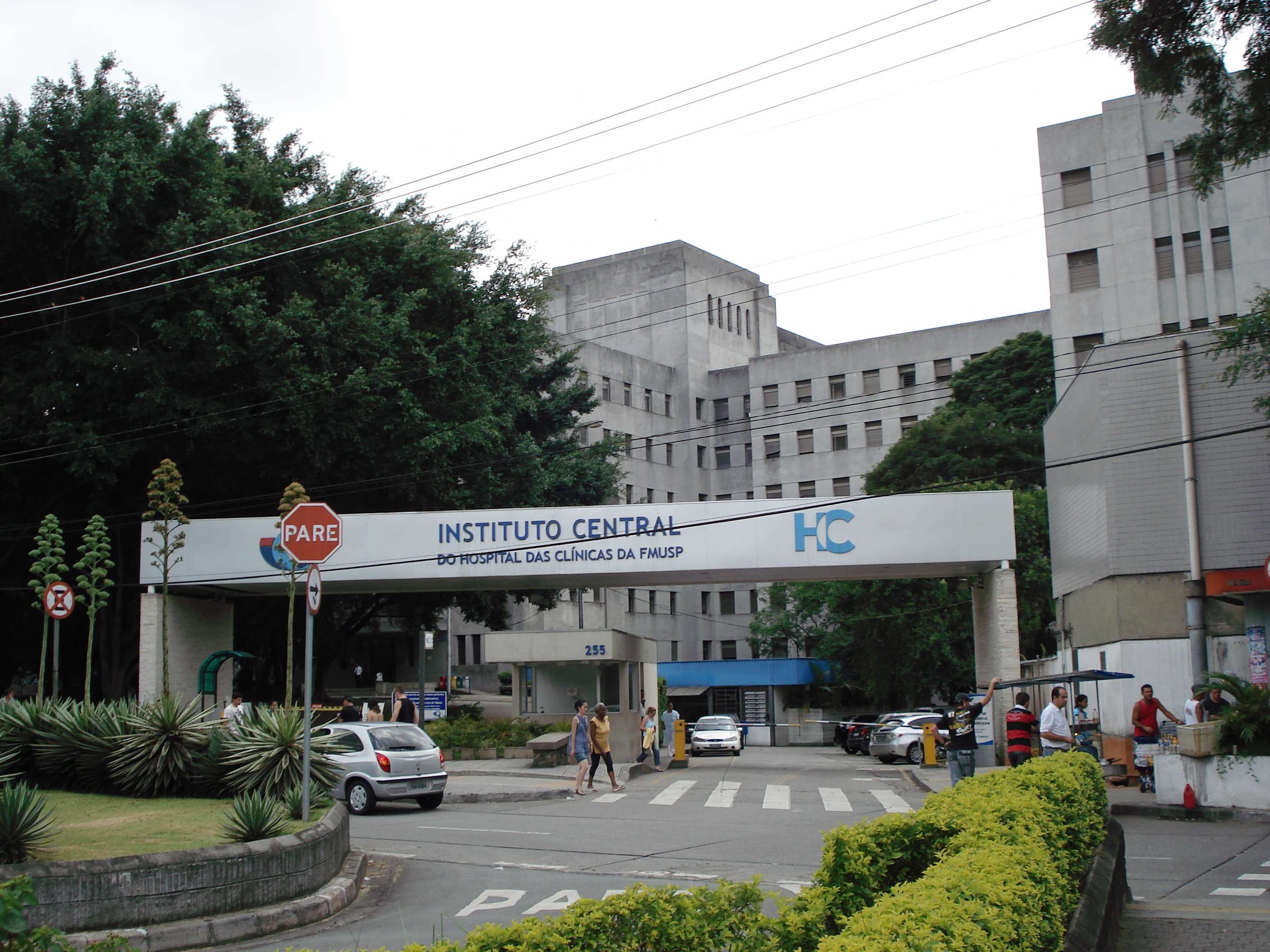
Entrada do Instituto Central

Primeiro prédio a ser inaugurado em 1944, com a cerimônia de lançamento da pedra fundamental em 10 de outubro de 1938, pelo Adhemar Pereira de Barros, simboliza o início desse gigantesco complexo hospitalar. Abriga a maioria das especialidades de clínicas médicas e cirúrgicas, e onde está localizado Pronto-Socorro, que é considerado Unidade de Emergência Referenciada, prestando atendimento a casos de alta complexidade. Destaca-se a atuação das equipes multiprofissionais, entre elas, a Divisão de Nutrição e Dietética - primeira unidade de Nutrição, em Hospital Público do Brasil e do Mercosul, a conquistar a Certificação NBR ISO 9001.

#### Prédio dos Ambulatórios (PAMB)

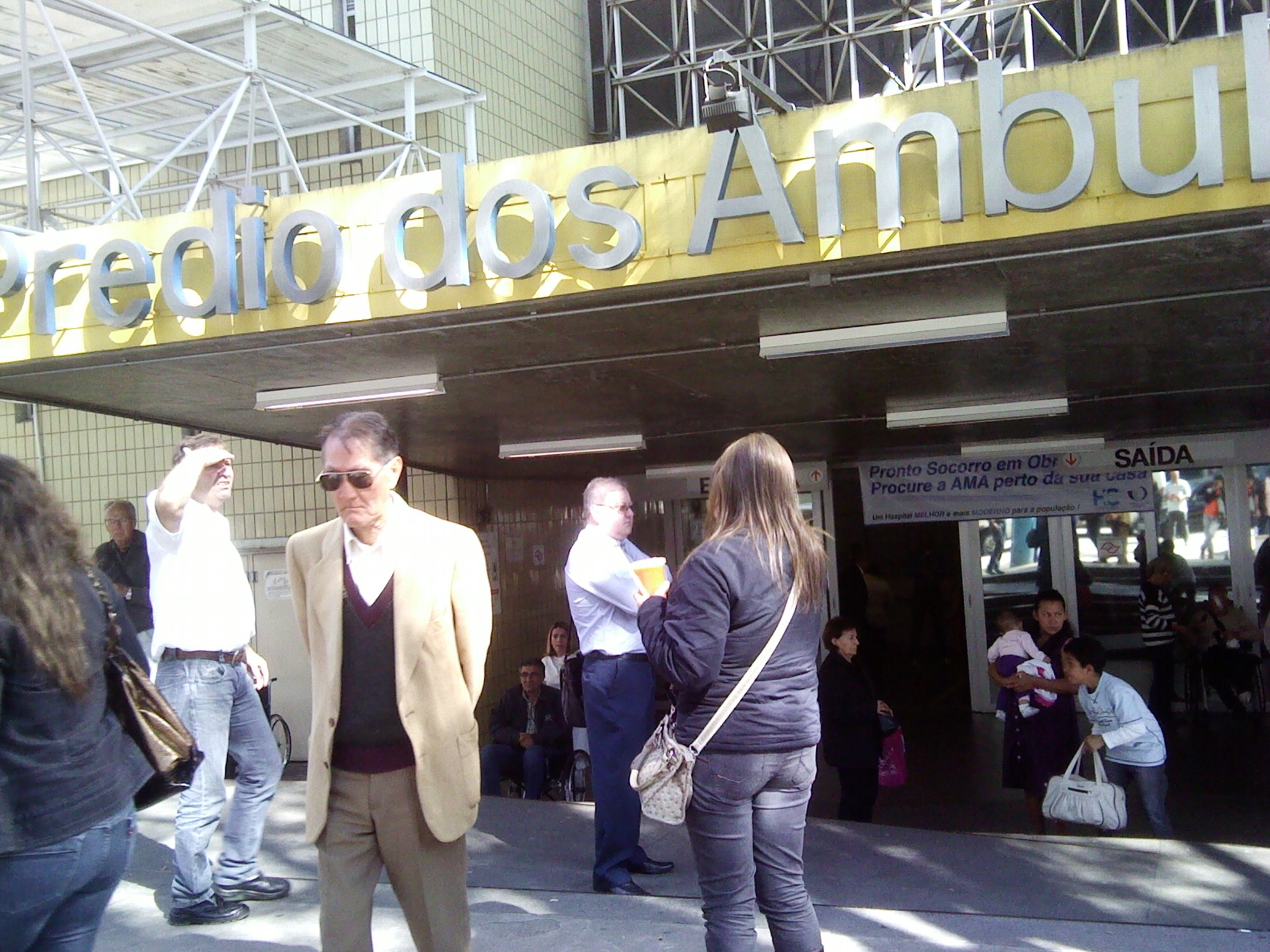
Entrada do Prédio dos Ambulatórios

Inaugurado em 1981, é diretamente ligado ao Instituto Central, oferece tratamento a pacientes ambulatoriais, além de contar com áreas de apoio diagnóstico e terapêutico. Tem em sua estrutura a Divisão de Farmácia, responsável pelo sistema de doses individualizadas de medicamentos para atender os leitos do Instituto como forma de aumentar a segurança ao paciente internado e ter maior controle e combate ao desperdício. Nesse prédio, encontra-se também o maior centro cirúrgico e a Divisão de Laboratório Central, primeira área do HC e primeiro laboratório do serviço público no país a receber o certificado ISO 9002.

#### Instituto de Ortopedia e Traumatologia (IOT)

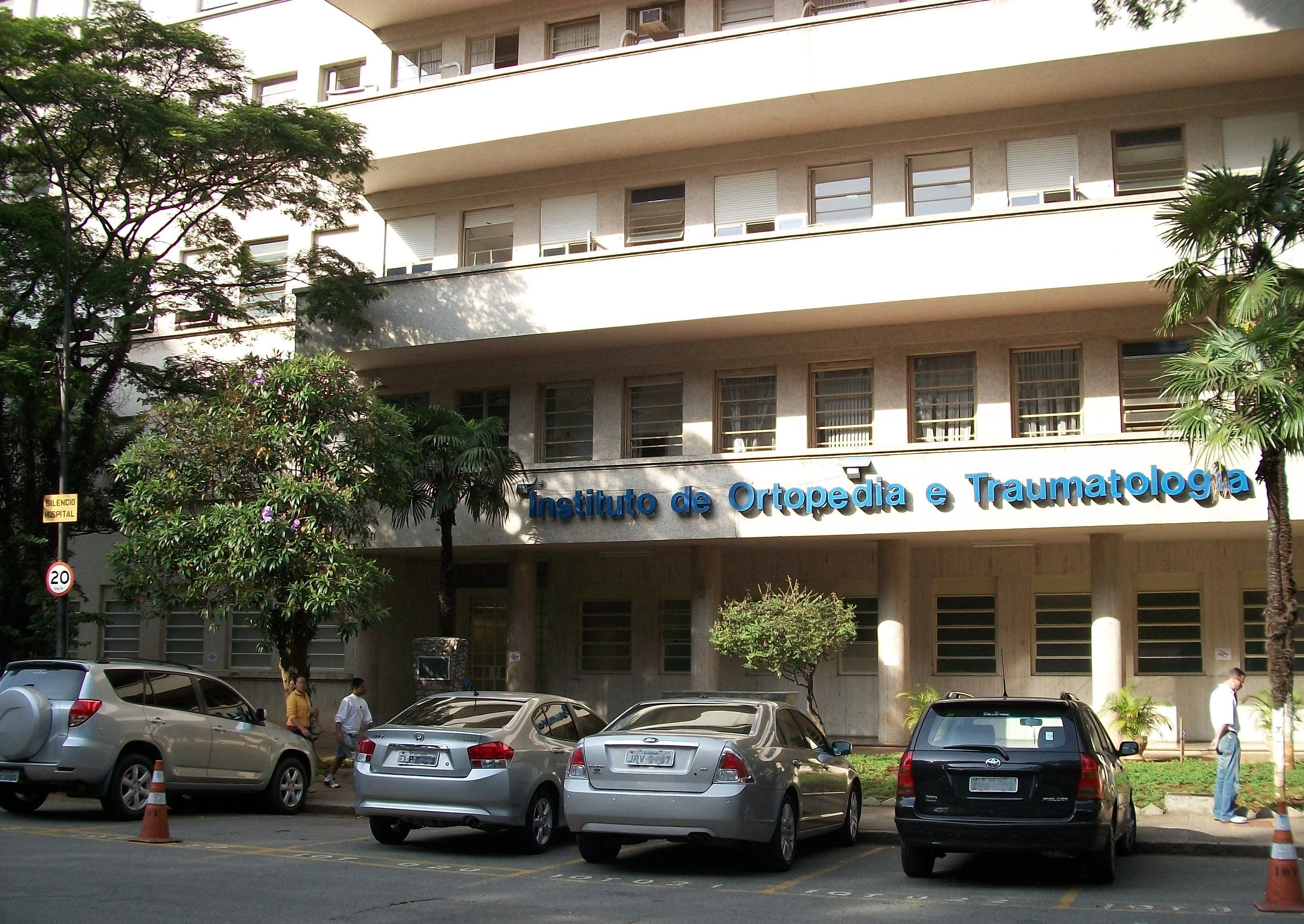
Fachada do IOT

Inaugurado em 1952, presta atendimento especializado a pacientes com afecções ortopédicas e traumatológicas, sendo centro de referência para lesões raquimedulares e reimplantes de membros.
O Laboratório de Estudos do Movimento é especializado na avaliação funcional do movimento e capaz de realizar todas as análises relacionadas à fisiologia do exercício.
Também se destacam nesse Instituto o Banco de Tecidos do Sistema  Músculo-Esquelético, a Divisão de Próteses e Órteses e a Unidade de Emergência Referenciada para tratamento de trauma ortopédico de alta complexidade.

#### Instituto de Psiquiatria (IPq)
É um avançado centro de assistência, pesquisa e ensino em psiquiatria e neurocirurgia funcional. Há quase seis décadas o IPq vem combinando sensibilidade humana e progresso cientifico, reunindo alguns dos melhores profissionais do país para oferecer aos pacientes atendimento personalizado e de alto nível. O IPq é pioneiro na criação de programas e serviços especializados, abrangendo todos os transtornos psiquiátricos, nas diferentes fases da vida.
Sua estrutura conta com ambulatórios,unidades de internação, laboratórios,  serviços de diagnóstico, hospital-dia, centros de reabilitação, psicoterapia, odontologia para pacientes psiquiátricos, além de um moderno centro de neurocirurgia funcional.

#### Instituto da Criança (ICr)
Inaugurado em 1976, é considerado um centro de referência nacional em saúde da criança pelo Ministério da Saúde, é reconhecido pela qualidade do seu atendimento, capacitação de sua equipe profissional e incorporação dos mais modernos recursos de tratamento, reunindo as especialidades pediátricas do HCFMUSP.
A utilização de tecnologia de ponta por parte de profissionais qualificados possibilita a realização de procedimentos diagnósticos e terapêuticos de alta complexidade. Estes procedimentos incluem transplantes de fígado, de rim e de medula óssea, diálise especializada para crianças, tratamento de recém-nascidos de alto risco, atendimento de Terapia Intensiva, além da assistência ambulatorial e de internações para doenças complexas e crônicas na infância e na adolescência.

#### Instituto do Câncer de São Paulo (ICESP)

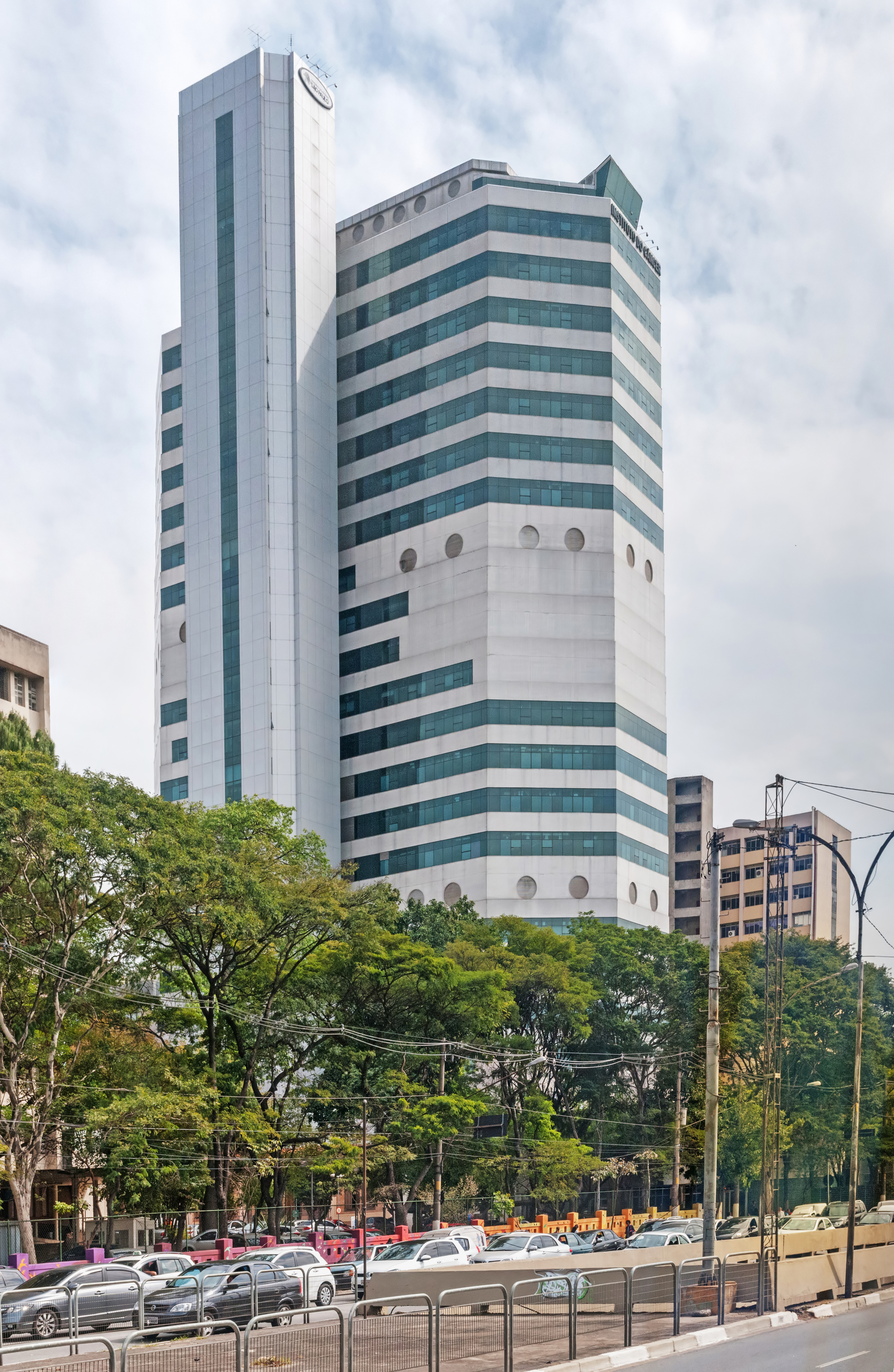
Instituto do Câncer de São Paulo Octavio Frias de Oliveira, o maior centro de oncologia da América Latina.

É um dos maiores hospitais especializado em tratamento de câncer da América Latina. Com 112 metros de altura, foi construído em uma área aproximada de 84 mil metros quadrados na Avenida Doutor Arnaldo, próximo à Avenida Paulista.
O Instituto é um órgão do governo de São Paulo, em parceria com a Faculdade de Medicina da Universidade de São Paulo, localizado no complexo do Hospital das Clínicas de São Paulo. Inalgurado em 2008, contava com 578 leitos, sendo 12 de UTI dentre os 29 do prédio. É uma instituição que realiza atendimento ambulatorial em oncologia clínica e ginecológica, além de tratamentos de quimioterapia.

#### Instituto do Coração (InCor)

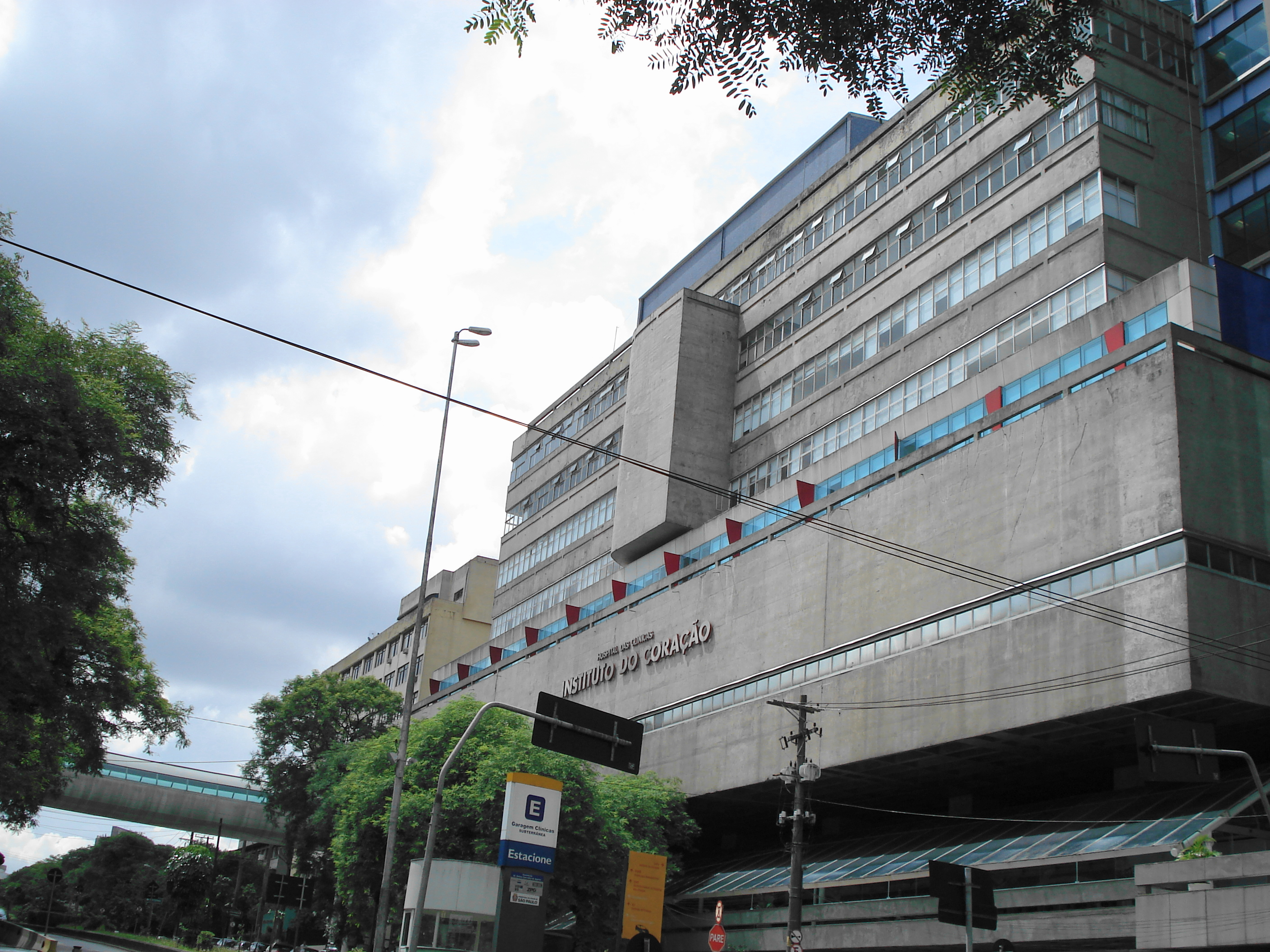
Fachada do InCor

Inaugurado em 1977, o Instituto do Coração é um dos três maiores centros cardiológicos do mundo em volume de atendimento e em número de subespacialidades da cardiologia e da pneumologia reunidas num único hospital. Além de ser pólo de atendimento para a população desde a prevenção até o tratamento, o InCor, também se destaca como um grande centro de pesquisa e de ensino, sendo o hospital latino-americano que mais tem trabalhos aceitos para a apresentação em  congressos americanos e europeu da especialidade.
Esse atributo qualifica o InCor como um centro de referência no tratamento de alta complexidade das doenças do coração e do pulmão e o coloca na posição de melhor hospital cardiológico do Brasil na opinião de médicos paulistas consultados por Instituto de Pesquisa.

#### Instituto de Radiologia (InRad)
Inaugurado em 1994, o Instituto de Radiologia é um centro de excelência e referência nacional e internacional em Radiologia, com pioneirismo tecnológico em diagnóstico, terapêutica por imagem e tratamento oncológico.
A modernização de seu parque de equipamentos com tecnologia de ponta, aliada a um corpo de profissionais qualificados, contribuem para maior eficácia no diagnóstico por imagem e na terapia das mais diversas patologias, elevando o padrão de qualidade dos serviços prestados ao paciente.
Foi a primeira instituição da América Latina a aplicar as técnicas de Medicina Nuclear. Também foi a primeira da América do Sul a dispor de equipamento de braquiterapia de alta taxa de dose e, de uma Unidade de Produção e Desenvolvimento de Radiofármacos emissores de pósitrons em Medicina Nuclear (Projeto Ciclotron), instalado em hospital público do país, para utilização em exames de diagnóstico de pequenos tumores e em projetos de pesquisa na área de imagem molecular.

#### Instituto de Medicina Física e Reabilitação (IMREA)
Inaugurado em 13 de janeiro de 1975, atende a pessoas com deficiência física ou doenças potencialmente incapacitantes, desenvolvendo seu potencial físico, psicológico, social, profissional e educacional.
Iniciou suas atividades como Divisão de Medicina de Reabilitação, antiga DMR e, se tornou IMREA em janeiro de 2009, com a publicação do decreto 53.979 de 28 de janeiro de 2009.
Oferece programas de reabilitação e inclusão social nas unidades Vila Mariana, Umarizal e Lapa, além de atuar em parceria com o Centro de Reabilitação da Polícia Militar.
Os atendimentos são realizados por uma equipe multiprofissional especializada em reabilitação, que conta com completa infraestrutura e os mais modernos recursos tecnológicos para diagnóstico e tratamento.

#### Hospital Auxiliar de Suzano (HAS)

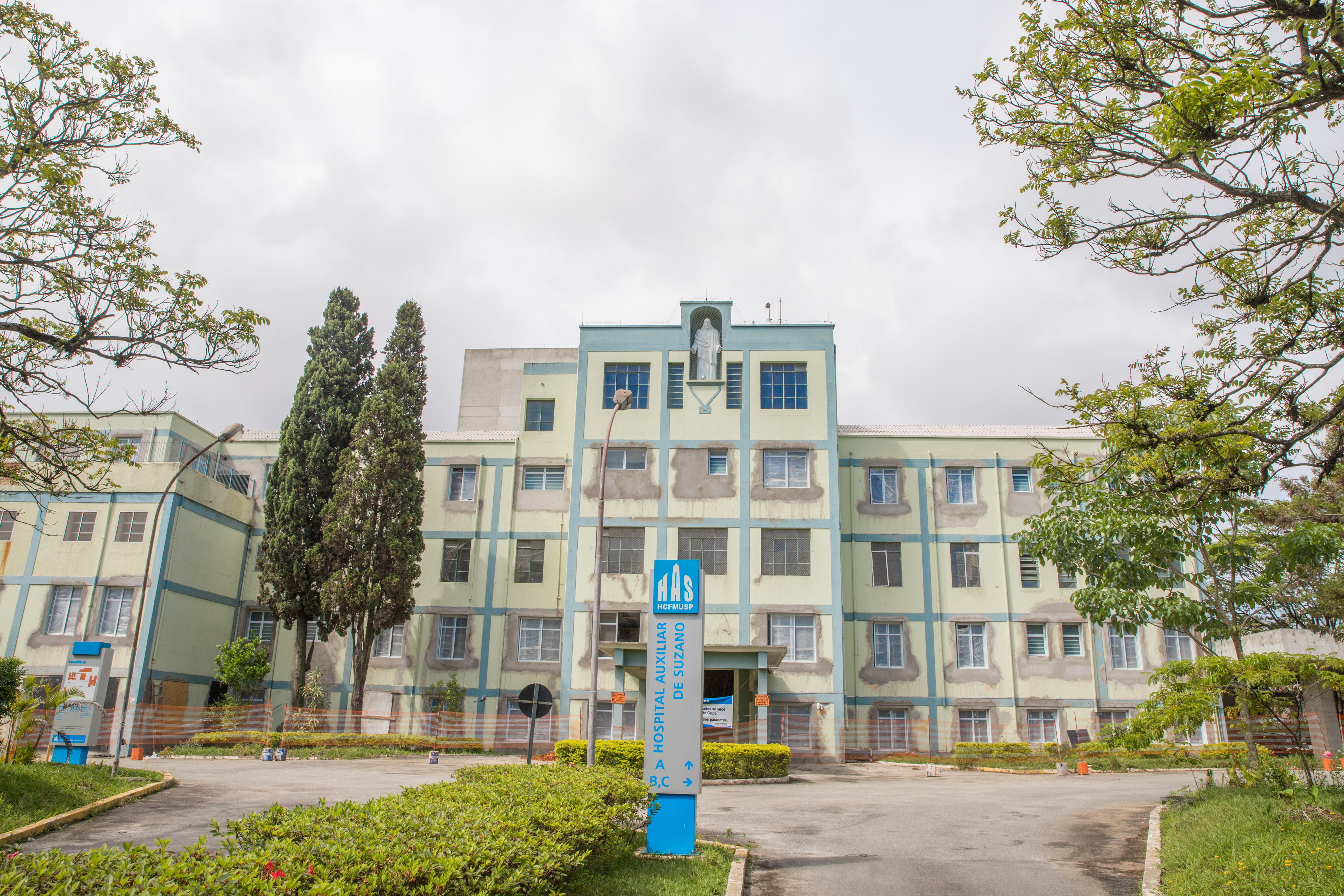
Hospital Auxiliar de Suzano durante reforma, 2018.

Inaugurado em 1960, o Hospital Auxiliar de Suzano, localizado no município de Suzano, atua como retaguarda dos diversos Institutos do Complexo e tem como missão prestar assistência médico-hospitalar especializada em cuidados a pacientes de longa permanência do HC. Por sua peculiaridade tem como diferencial a hospitalidade no atendimento onde todas as equipes multiprofissionais agem de maneira integrada.
No hospital são desenvolvidas diversas ações de humanização com os pacientes, familiares e funcionários, com o objetivo de melhorar a qualidade de vida e evitar a ruptura dos vínculos sociais e familiares dada a longa permanência de internação.

#### Hospital Auxiliar de Cotoxó (HAC)
Inaugurado em 1971, o Hospital Auxiliar de Cotoxó, localizado no bairro da Pompeia, atua como hospital de retaguarda, prestando assistência médico-hospitalar especializada em cuidados  intermediários a pacientes transferidos do Instituto do Coração, Instituto da Criança e Instituto Central. O Hospital funciona como Escola de Administração em Saúde e serve de campo de ensino e pesquisa em administração hospitalar, formando gestores por meio do seu Programa de Estudos Avançados em Administração Hospitalar e de Sistemas de Saúde – PROAHSA.

### Unidades

#### Casa da Aids
Inaugurada em 1994, a Casa da Aids é uma unidade especializada no cuidado integral e multidisciplinar a pacientes vivendo com HIV/AIDS, por meio da assistência ambulatorial e de hospital-dia.

#### Centro de Convenções Rebouças (CCR)
Vinculado a Superintendência do Hospital das Clínicas da FMUSP é especializado na locação de espaços para eventos.
Iniciou suas atividades em 1982, atualmente conta com 8 ambientes diferenciados, com capacidade para até 1.200 participantes e 50 empresas expositoras. São 5.450 metros quadrados de área construída preparados para atender qualquer tipo de evento (científicos, culturais, sociais, comerciais, institucionais, como congressos, conferências, palestras, exposições, cursos, de diversas tipologias), oferecendo serviços adequados às necessidades do cliente.

### Laboratórios
Laboratórios de Investigação Médica (LIM)

Inaugurados em 1975, os Laboratórios de Investigação Médica (LIM) respondem pelas pesquisas científicas realizadas pelo Hospital das Clínicas. Hoje os LIM contam com 66 unidades laboratoriais, referências em padrão de qualidade científica no país e no mundo:
- LIM 1: Laboratório de Informática Médica
- LIM 2: Laboratório de Anatomia e Cirurgia Vascular
- LIM 3: Laboratório de Medicina Laboratorial
- LIM 4: Laboratório de Microcirurgia – Cirurgia Plástica
- LIM 5: Laboratório de Patologia Ambiental e Experimental
- LIM 6: Laboratório de Imunologia da Esquistossomose e outras Parasitoses
- LIM 7: Laboratório de Gastroenterologia Clínica e Experimental
- LIM 8: Laboratório de Anestesiologia
- LIM 9: Laboratório de Pneumologia
- LIM 10: Laboratório de Lípides
- LIM 11: Laboratório de Cirurgia Cardiovascular e Fisiopatologia da Circulação
- LIM 12: Laboratório de Pesquisa Básica em Doenças Renais
- LIM 13: Laboratório de Genética e Cardiologia Molecular
- LIM 14: Laboratório de Investigação em Patologia Hepática
- LIM 15: Laboratório de Investigação em Neurologia
- LIM 16: Laboratório de Fisiopatologia Renal
- LIM 17: Laboratório de Investigação em Reumatologia
- LIM 18: Laboratório de Carboidratos e Radioimunoensaios
- LIM 19: Laboratório de Histocompatibilidade e Imunidade Celular
- LIM 20: Laboratório de Terapêutica Experimental
- LIM 21: Laboratório de Neuro-Imagem em Psiquiatria
- LIM 22: Laboratório de Patologia Cardiovascular
- LIM 23: Laboratório de Psicopatologia e Terapêutica Psiquiátrica
- LIM 24: Centro de Investigação Translacional em Oncologia
- LIM 25: Laboratório de Endocrinologia Celular e Molecular
- LIM 26: Laboratório de Pesquisa em Cirurgia Experimental
- LIM 27: Laboratório de Neurociências
- LIM 28: Laboratório de Cirurgia de Cabeça e Pescoço
- LIM 29: Laboratório de Nefrologia Celular, Genética e Molecular
- LIM 30: Laboratório de Investigação em Cirurgia Pediátrica
- LIM 31: Laboratório de Investigação Médica em Patogênese e Terapia dirigida em Onco-Imuno-Hematologia
- LIM 32: Laboratório de Otorrinolaringologia
- LIM 33: Laboratório de Oftalmologia
- LIM 34: Laboratório de Ciências da Reabilitação
- LIM 35: Laboratório de Nutrição e Cirurgia Metabólica do Aparelho Digestivo
- LIM 36: Laboratório de Pediatria Clínica
- LIM 37: Laboratório de Transplante e Cirurgia do Fígado
- LIM 38: Laboratório de Epidemiologia e Imunobiologia
- LIM 39: Laboratório de Processamento de Dados Biomédicos
- LIM 40: Laboratório de Imuno-Hematologia e Hematologia Forense
- LIM 41: Laboratório de Investigação Médica do Sistema Músculo-Esquelético
- LIM 42: Laboratório de Hormônios e Genética Molecular
- LIM 43: Laboratório de Medicina Nuclear
- LIM 44: Laboratório de Ressonância Magnética em Neuroradiologia
- LIM 45: Laboratório de Neurologia Translacional
- LIM 46: Laboratório de Parasitologia Médica
- LIM 47: Laboratório de Hepatologia por Vírus
- LIM 48: Laboratório de Imunologia
- LIM 49: Laboratório de Investigação Médica em Protozoologia, Bacteriologia e Resistência Antimicrobiana
- LIM 50: Laboratório de Patologia das Moléstias Infecciosas
- LIM 51: Laboratório de Emergências Clínicas
- LIM 52: Laboratório de Virologia
- LIM 53: Laboratório de Micologia
- LIM 54: Laboratório de Investigação em Fisioterapia
- LIM 55: Laboratório de Urologia
- LIM 56: Laboratório de Investigação em Dermatologia e Imunodeficiências
- LIM 57: Laboratório de Fisiologia Obstétrica
- LIM 58: Laboratório de Ginecologia Estrutural e Molecular
- LIM 59: Laboratório de Biologia Celular
- LIM 60: Laboratório de Imunologia Clínica e Alergia
- LIM 61: Laboratório de Pesquisa em Cirurgia Torácica
- LIM 62: Laboratório de Investigação Médica em Neurocirurgia
- LIM 63: Laboratório de Investigação Médica em Sono
- LIM 64: Laboratório de Investigação Médica em Biologia Cardiovascular Translacional
- LIM 65: Laboratório de Investigação Médica em Bioengenharia
- LIM 66: Laboratório de Investigação Médica em Envelhecimento